# Foire du Trône
Pour les articles homonymes, voir Trône (homonymie).
La foire du Trône est une fête foraine française et parisienne, dans le 12e arrondissement, autrefois également appelée « foire aux Pains d’épices » avant son déplacement sur la pelouse de Reuilly dans le bois de Vincennes. Son organisateur est la mairie de Paris. 
Apparue en 957, il s'agit de la plus ancienne et de la plus grande fête foraine itinérante de France.

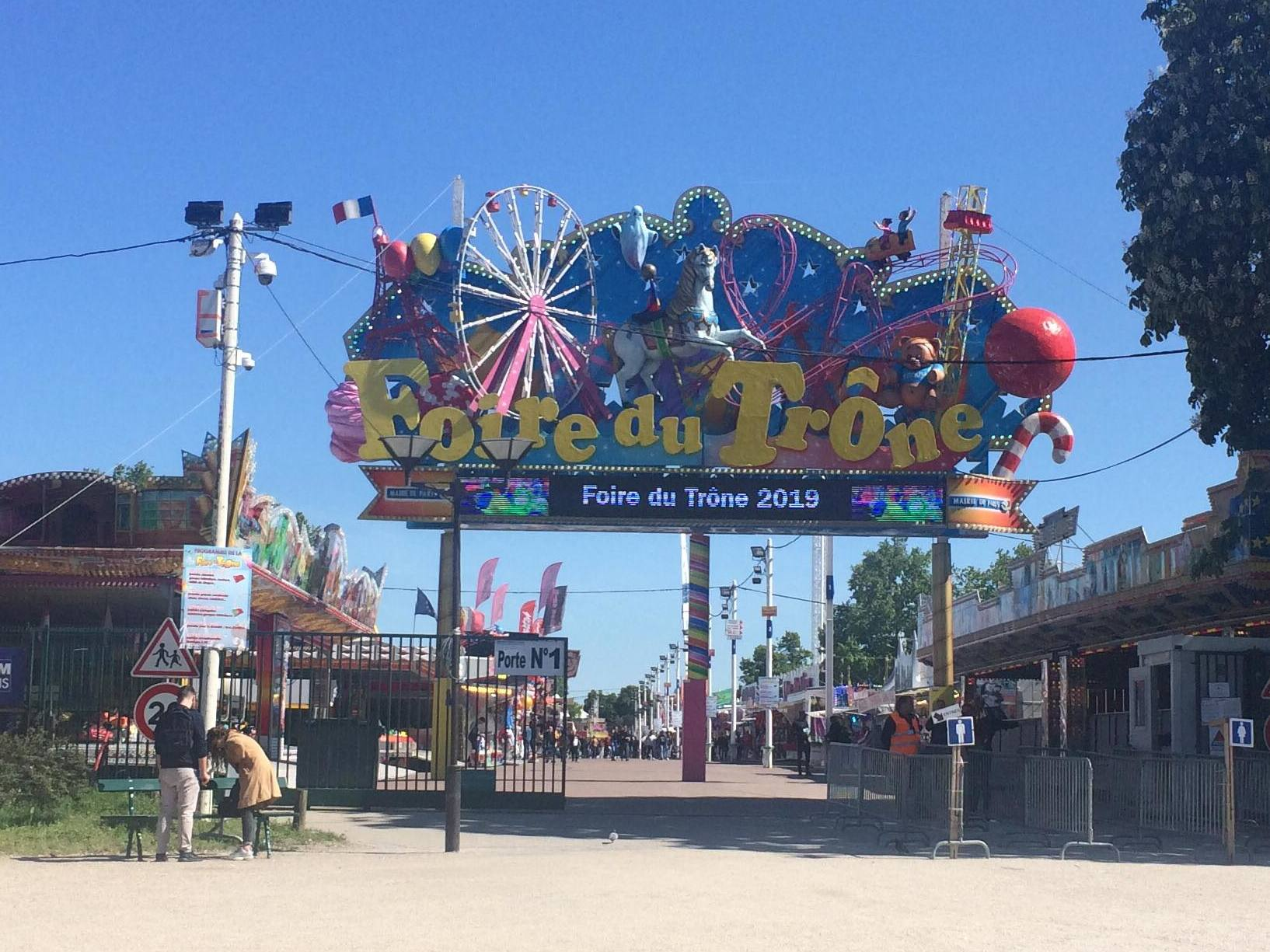
Entrée de la foire du Trône sur la pelouse de Reuilly, place du Cardinal-Lavigerie en 2019.

## Historique

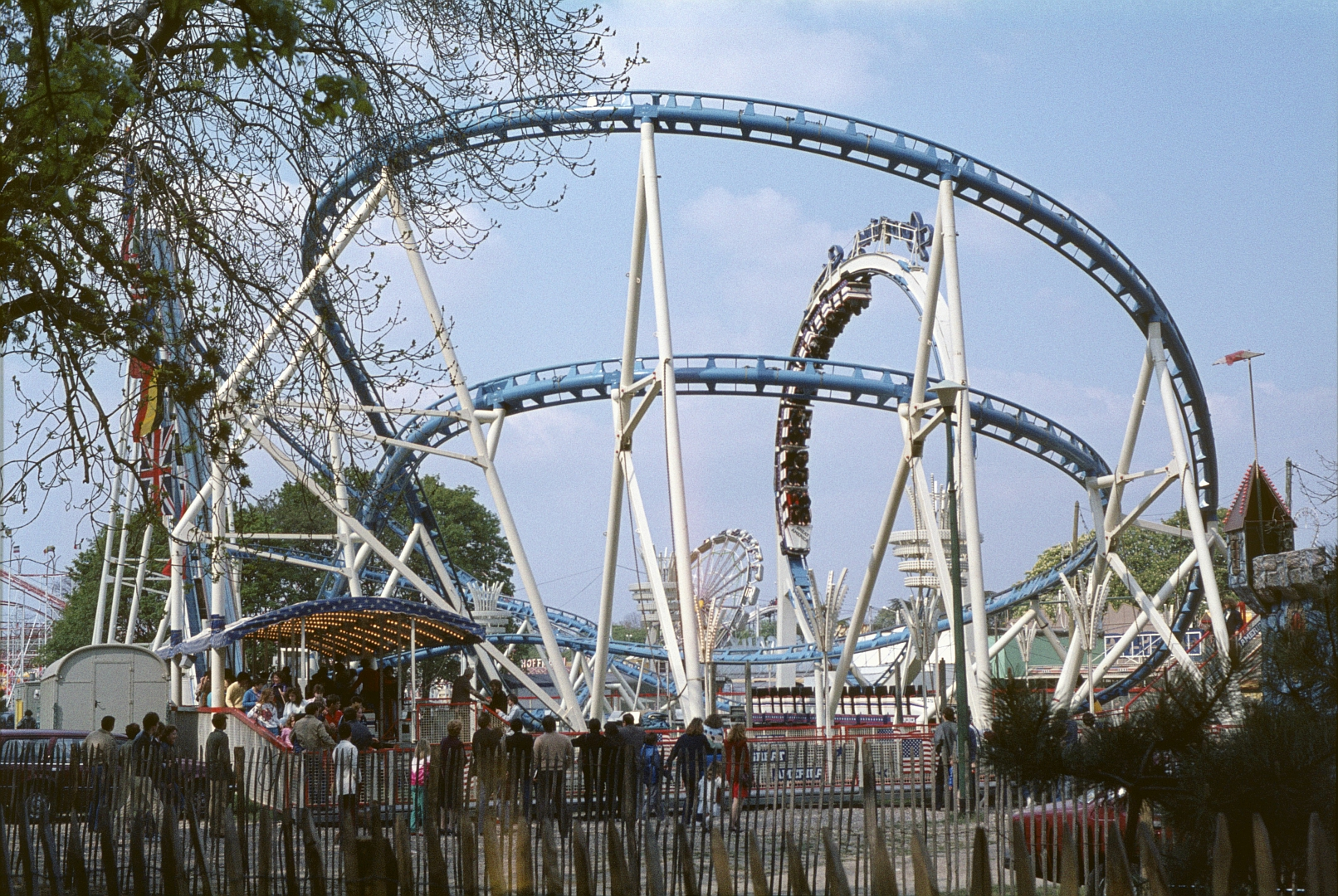
Jusqu'en 1982 le Looping Star fut l'une des principales attractions de la foire du Trône.

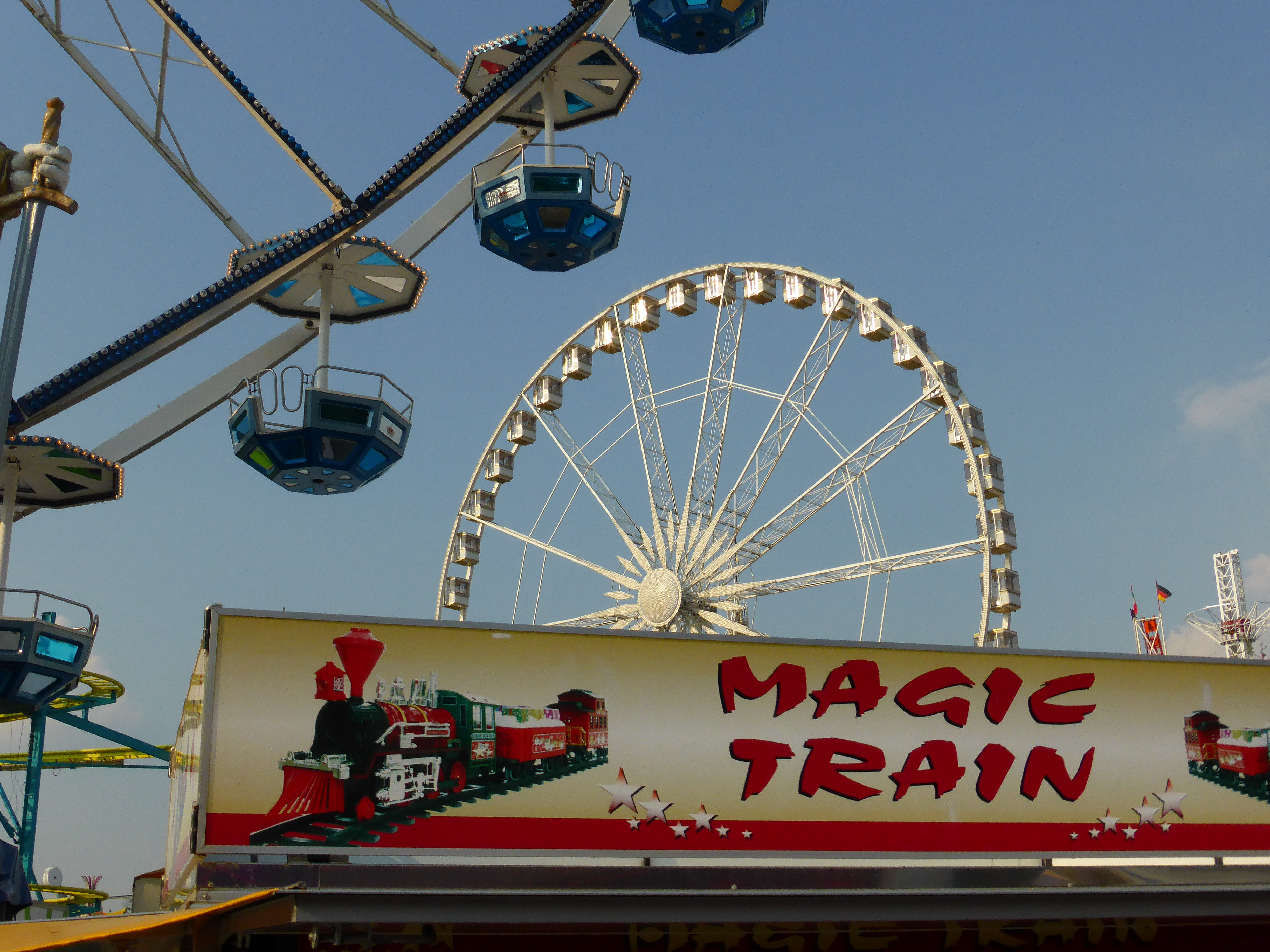
Grandes roues de la foire du trône.

En 957, l’abbaye Saint-Antoine (abbaye Saint-Antoine-des-Champs) obtint le droit de vendre une sorte de pain d'épices durant la Semaine sainte en souvenir de leur saint patron vers l’emplacement de l'actuelle place de la Nation (alors appelée place du Trône), et le long de l’avenue du Trône et du cours de Vincennes. Cette foire fut déplacée en 1964 à la pelouse de Reuilly dans le bois de Vincennes (12e arrondissement de Paris), où elle se tient chaque année depuis durant une période de deux mois en avril et mai.
Les parcs d'attractions sont encore rares à cette époque en France et seules les fêtes foraines comportent des attractions à sensations, qui en ont donc l'exclusivité, ce qui sera le cas jusqu'aux années 1980.
Dans les années 1960, la grande attraction vedette demeure le circuit de montagnes russes Scenic Railway. Les montagnes russes métalliques remplacent celles en bois. Le Rotor et le Tagada font leur apparition.
En 1963, le député du 12e arrondissement de Paris Roger Frey souhaite déplacer la foire du Trône de la place de la Nation à Créteil ; ce déplacement est jugé trop lointain par les gens du voyage et Marcel Campion mobilise les syndicats de forains pour demander son installation dans le bois de Vincennes, obtenant finalement gain de cause. En 1964, la foire du Trône quitte donc Paris intra-muros Cours de Vincennes, pour s’installer dans le bois de Vincennes Porte Dorée Pelouse de Reuilly. Elle accueille un nouveau manège à sensations, le Skiliff, dont les douze nacelles s’élèvent à l’aide d’un énorme bras de fer et virevoltent à une hauteur impressionnante pour l’époque. Après les Grands Huit, le Skiliff marque le début de l’ère des grandes attractions en s'élevant jusqu’à 30 m de haut, atteignant des vitesses importantes.
En 2020 et 2021, la foire du trône est annulée à cause de la pandémie de Covid-19.
En 2022, la fête foraine a rouvert du 1er avril au 6 juin.

### Faits divers
- En 2007, un policier en service est tué par un manège à la foire du Trône après avoir été volontairement poussé alors qu'il intervenait pour séparer une rixe[5],[6].
- En 2017, alors qu'elle se trouvait sur un manège à sensation composé de deux tours reliées par un câble, une partie du harnais d'une jeune fille a lâché[7].
- Le 3 avril 2017, une collégienne de 13 ans a été hospitalisée à la suite d'une déficience sur un autre manège[8].
- Dans la nuit du 7 mai 2022, un forain est mortellement fauché par une nacelle, alors qu’il tentait de ramasser la casquette d’un client[9].
- Le 30 avril 2023, un enfant de 4 ans a été grièvement blessé après une chute sur le tapis roulant d'un manège[10].

## Principales attractions

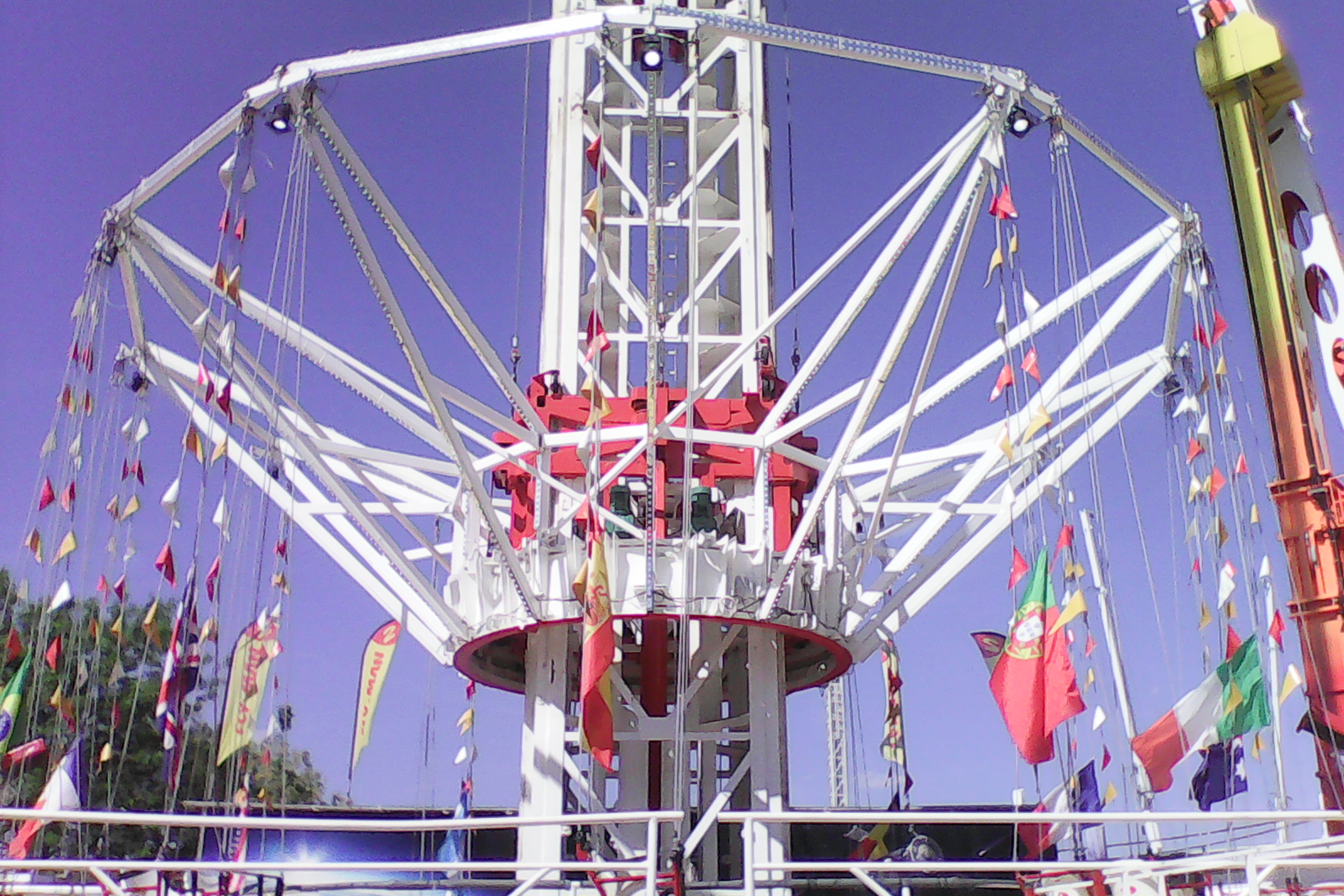
Manège de chaises volantes.

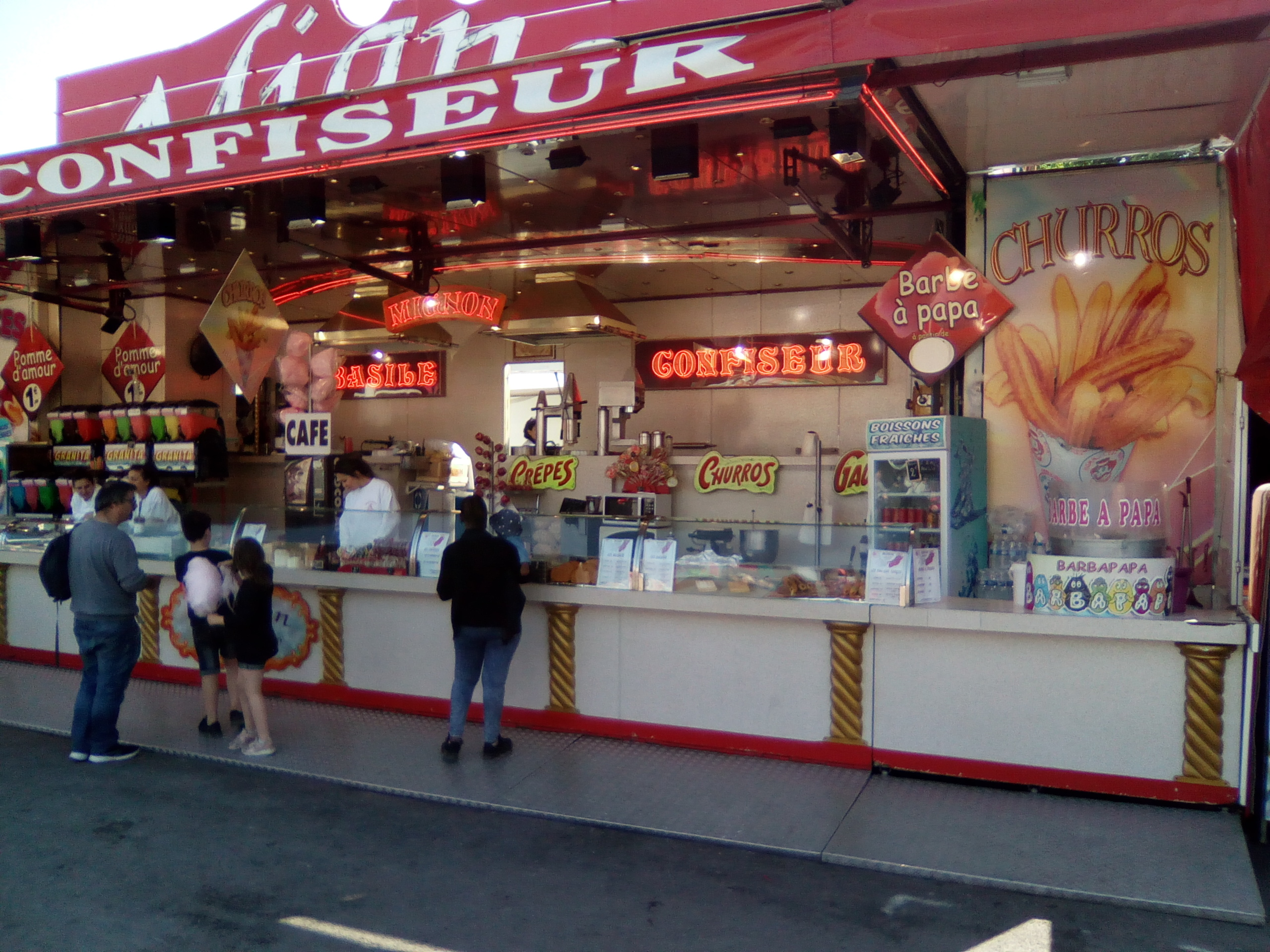
Stand de confiseries.

### Speed / Boosters
- V-Maxx
- Maxximum

### Balanciers
- Power Maxxx
- Fly Zone
- Maxxx
- Inversion XXL
- Top Spin Fresh

### Bateau à balance
- Pirate

### Bras articulés
- Extreme Topscan
- La Pieuvre

### Bûches aquatiques
- Niagara
- Flume Ride

### Chaises volantes
- Star Flyer (ex FlyMan) (tuniques)
- Voltigeur

### Chenilles Music Express
- Rock and Roll (nacelles articulées)
- Happy Sailor
- Royal Horse

### Cinéma dynamique
- Aventure 5D
- Simulateur 5D

### Confiserie
- Chez Karine

### Grandes roues
- Grande roue debout (cabines)
- Royal Bavarian Wheel (assises)

### Maisons hantées et trains fantômes
- Live Horror Show
- Ghost train
- Daemonium
- Thriller

### Montagnes russes
- King
- Infernal toboggan
- Jet Star
- Crazy Mouse (Wild Mouse)

### Palais du rire
- Banzaï
- Crazy Space
- La boîte à rires
- Incas (palais des glaces)
- Voodoo
- Palais du rire

### Plateaux tournants
- Insider
- Tagada
- Satan Salsa

### Reverse bungee
- Catapult (« la Boule »)

### Rotors
- Rotor (datant de 1949)
- MoonRaker
- Spin Ball (se retournant)

### Sauterelles
- Sauterelle
- Mirage

### Toboggans
- Toboggan en spirale
- 2 toboggans droits à bosses

### Tour de chute
- Skyfall (le plus haut manège transportable du monde[11])(remplace le Count Down)

### Divers
- 2 parcours Auto-tamponneuses (adultes et enfants)
- Mini-Karting
- Bulles gonflables : Sphériques et cylindriques
- Trampolines rectangulaires et à élastiques
- Mini-parcours aventure
- Manèges pour enfants

### Fêtes foraines similaires
- Fête des Loges, à Saint Germain en Laye, juillet à mi-août, France
- Fête des Tuileries, à Paris, juillet à mi-août, France
- Fête à Neu-Neu, Bois de Boulogne, septembre à mi-octobre, France
- Foire Saint-Martin (Pontoise), mi novembre
- Foire Saint-Romain, à Rouen, mi octobre à mi novembre, France
- Jours de fête au Grand Palais, à Paris, fin décembre des années impaires
- Foire du Midi, à Bruxelles, Belgique, généralement de mi-juillet à fin août.